# St. Heinrich (Fürth)

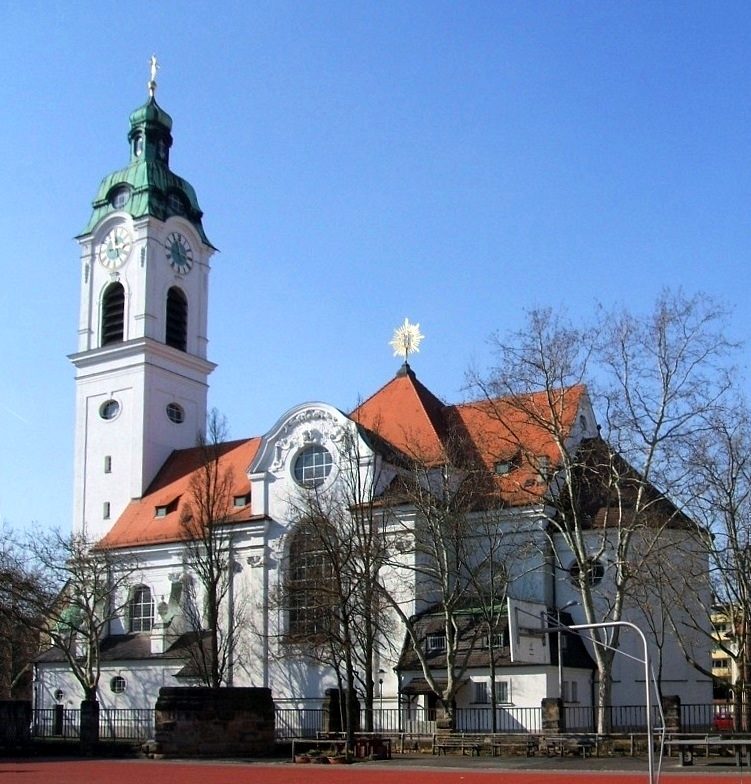
Außenansicht der Pfarrkirche St. Heinrich von Süden

Die römisch-katholische Pfarrkirche St. Heinrich (ursprünglich St. Heinrich und Kunigunde) ist eine Stadtkirche in Fürth. Das Gemeindegebiet der Pfarrei umfasst die gesamte Fürther Südstadt. Am 23. Oktober 1910 wurde sie vom Bamberger Erzbischof Friedrich Philipp von Abert dem heiligen Heinrich, dem Gründer des Bistums Bamberg, und seiner Gemahlin, der späteren Kaiserin Kunigunde, geweiht. Heute wird jedoch größtenteils auf die Nennung des zweiten Patroziniums verzichtet, Kirche und Pfarrei also kompakt mit „St. Heinrich“ tituliert.

## Geschichte

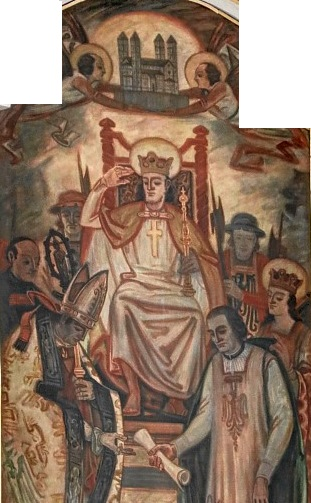
Hochaltarbild von Paul Thalheimer

Im April 1906 wurde der Neubau einer zweiten katholischen Kirche in Fürth beschlossen, nachdem 1829 mit der Kirche Unsere Liebe Frau an der Königstraße bereits die erste nachreformatorische katholische Kirche geweiht worden war. Zwischen 1840 und 1900 steig die Zahl der Katholiken in Fürth durch Zuwanderung von Arbeitskräften aus der Oberpfalz und katholisch geprägten Regionen Frankens rasant von 750 auf rund 11.000, bis zum Zeitpunkt der Einweihung der Heinrichskirche im Jahr 1910 bereits auf über 16.000.
Der Bau erfolgte von 1908 bis 1910 nach Plänen des Münchner Architekten Hans Schurr als neobarocke Wandpfeilerkirche mit kurzem Querhaus. Da Schurr etwa zur gleichen Zeit die Pfarrkirche St. Johannes Nepomuk in Bayerisch Eisenstein vollendete, weisen die beiden Kirchen erstaunliche Parallelen auf. Der neobarocke Stil sollte das Aufleben des römisch-katholischen Glaubens im überwiegend protestantischen Fürth widerspiegeln und den aus Altbayern zugezogenen Katholiken ein Heimatgefühl vermitteln.
Im Jahr 1919 wurde die Grünanlage rund um die Kirche angelegt. 1922 wurde die Fürther Heinrichskirche zur Pfarrkirche erhoben; zuvor war sie eine Filialkirche der bereits bestehenden Fürther Pfarrei Unsere Liebe Frau. Im Jahr 1926 errichtete man auf der gegenüberliegenden Straßenseite (Kaiserstraße 113) das Pfarrhaus; es wurde ebenfalls im neubarocken Stil ausgeführt. Das Hochaltarbild St. Heinrich ist ein Werk des Malers Paul Thalheimer.

## Ausstattung

### Orgel
Die erste Orgel der Heinrichskirche wurde im Jahr 1911 von der Firma Johannes Strebel aus Nürnberg erbaut. Sie war mit nur sieben Registern jedoch für den Kirchenraum viel zu klein und wurde deshalb 1931 diese durch ein Instrument von Georg Friedrich Steinmeyer aus Oettingen mit 32 Registern auf zwei Manualen und Pedal erworben. Die erste siebenregistrige Orgel des Heinrichskirche gelangte in die 1932 neu erbaute Herz-Jesu-Kirche im Fürther Stadtteil Mannhof.
Die heutige Orgel – ein neues, größeres Instrument der Firma Orgelbau Eisenbarth aus Passau – konnte am 11. September 1965 eingeweiht werden. 1993/94 wurde die Orgel generalsaniert und teilweise umgebaut: Sie erhielt einen neuen Spieltisch und eine elektronische Setzeranlage mit Diskettenlaufwerk. Außerdem wurde auf Holzabstrakten umgestellt und der Winddruck erhöht. 2019 wurden neue Koppeln und zwei zusätzliche Register eingebaut. Die Orgel verfügt nun über 46 klingende Register auf drei Manualen und Pedal. Die Zahl der Pfeifen beträgt rund 3000. Das Schleifladeninstrument mit mechanischer Spiel- und elektrischer Registertraktur besitzt folgende Disposition:
| Pedal |                   |         |
| 1.    | Prinzipalbass     | 16′     |
| 2.    | Subbass           | 16′     |
| 3.    | Echobass          | 16′     |
| 4.    | Oktavbass         | 8′      |
| 5.    | Gedackt           | 8′      |
| 6.    | Dolkan (Piffaro)  | 4′ + 2′ |
| 7.    | Pommer            | 4′      |
| 8.    | Nachthorn         | 2′      |
| 9.    | Hintersatz 5-fach | 2 ⁄3′   |
| 10.   | Posaune           | 16′     |
| 11.   | Clairon           | 4′      |

| I Hauptwerk |               |       |
| 12.         | Quintade      | 16′   |
| 13.         | Prinzipal     | 8′    |
| 14.         | Holzflöte     | 8′    |
| 15.         | Gemshorn      | 8′    |
| 16.         | Oktave        | 4′    |
| 17.         | Rohrflöte     | 4′    |
| 18.         | Quinte        | 2 ⁄3′ |
| 19.         | Oktave        | 2′    |
| 20.         | Mixtur 6-fach | 1 ⁄3′ |
| 21.         | Trompete      | 8′    |

| II Positiv |                |       |
| 22.        | Gedackt        | 8′    |
| 23.        | Quintade       | 8′    |
| 24.        | Blockflöte     | 4′    |
| 25.        | Prinzipal      | 2′    |
| 26.        | Quinte         | 1 ⁄3′ |
| 27.        | Scharff 4-fach | 1’    |
| 28.        | Krummhorn      | 8′    |
| 29.        | Trompete       | 4′    |
|            | Tremulant      |       |

| III Schwellwerk |                      |        |
| 30.             | Lieblich Gedeckt     | 16′    |
| 31.             | Singend Prinzipal    | 8′     |
| 32.             | Flûte traversière    | 8′     |
| 33.             | Rohrgedackt          | 8′     |
| 34.             | Weidenpfeife         | 8′     |
| 35.             | Vox caelestis        | 8′     |
| 36.             | Prinzipal            | 4′     |
| 37.             | Koppelflöte          | 4′     |
| 38.             | Nasat                | 2 ⁄3′  |
| 39.             | Waldflöte            | 2′     |
| 40.             | Terz                 | 1 3⁄5′ |
| 41.             | Schwiegel            | 1′     |
| 42.             | Mixtur 5-fach        | 2′     |
| 43.             | Zimbel 3-fach        | 1⁄4′   |
| 44.             | Dulzian              | 16′    |
| 45.             | Trompette harmonique | 8′     |
| 46.             | Oboe                 | 8′     |
|                 | Tremulant            |        |

- Koppeln: II/I, III/I mechanisch, III/I elektrisch, III/II, I/P, II/P, III/P, III/P super, III/I sub, III/II sub, III/III sub, III/I super, III/II super, III/III super
- Spielhilfen: 4 freie Manualkombinationen, 6 freie Pedalkombinationen, Zungeneinzelabsteller, Einzelabsteller für Quintade 16′ und Lieblich gedeckt 16′, Handregister ab, Zungen aus Walze, Zungen ab, Auslöser, Organo pleno, Generaltutti, Crescendo, Walze ab
- Effektregister: Zimbelstern

### Glocken
Die Heinrichskirche verfügt über ein vierstimmiges Geläut mit der Tonfolge c1–es1–f1–as1. Die kleinste Glocke stammt noch aus dem Jahr 1910, also der Erbauungszeit der Kirche. Damals hatten die Gebrüder Oberascher aus München vier Glocken für St. Heinrich gefertigt, wovon die drei größeren (2900, 1450 und 850 Kilogramm) 1942 zu Kriegszwecken eingezogen wurden. Diese wurden 1953 durch drei neue Glocken der Gießerei Petit & Gebr. Edelbrock aus Gescher in Westfalen ersetzt. Das heutige Geläut im Einzelnen:
| Nr. | Name          | Gussjahr | Gießer                           | Gewicht [kg] | Schlagton | Aufschrift |
| --- | ------------- | -------- | -------------------------------- | ------------ | --------- | --- |
| 1.  | Kaiserglocke  | 1953     | Petit & Gebr. Edelbrock, Gescher | 2700         | c1        | Schwere Kriegszeit ließ mich vergehen der Gemeinde Treue mich wieder auferstehen aus Liebesgaben bin ich geflossen Petit und Gebr. Edelbrock haben mich gegossen |
| 2.  | Marienglocke  | 1953     | Petit & Gebr. Edelbrock, Gescher | 1600         | es1       | Ich grüße Dich, Maria rein laß St. Heinrich Dir empfohlen sein                                                                                                   |
| 3.  | Kreuzesglocke | 1953     | Petit & Gebr. Edelbrock, Gescher | 1100         | f1        | Trauernd denk ich jener, die ihr Leben haben für den Frieden hingegeben allen aber, die hinieden, gib, o Jesu, deinen Frieden                                    |
| 4.  | Petrusglocke  | 1910     | Gebr. Oberascher, München        | 650          | as1       | Reliefdarstellung des heiligen Petrus mit Schlüssel und umgekehrtem Kreuz                                                                                        |